# Antonovka

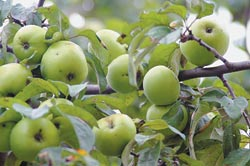
Antonovka

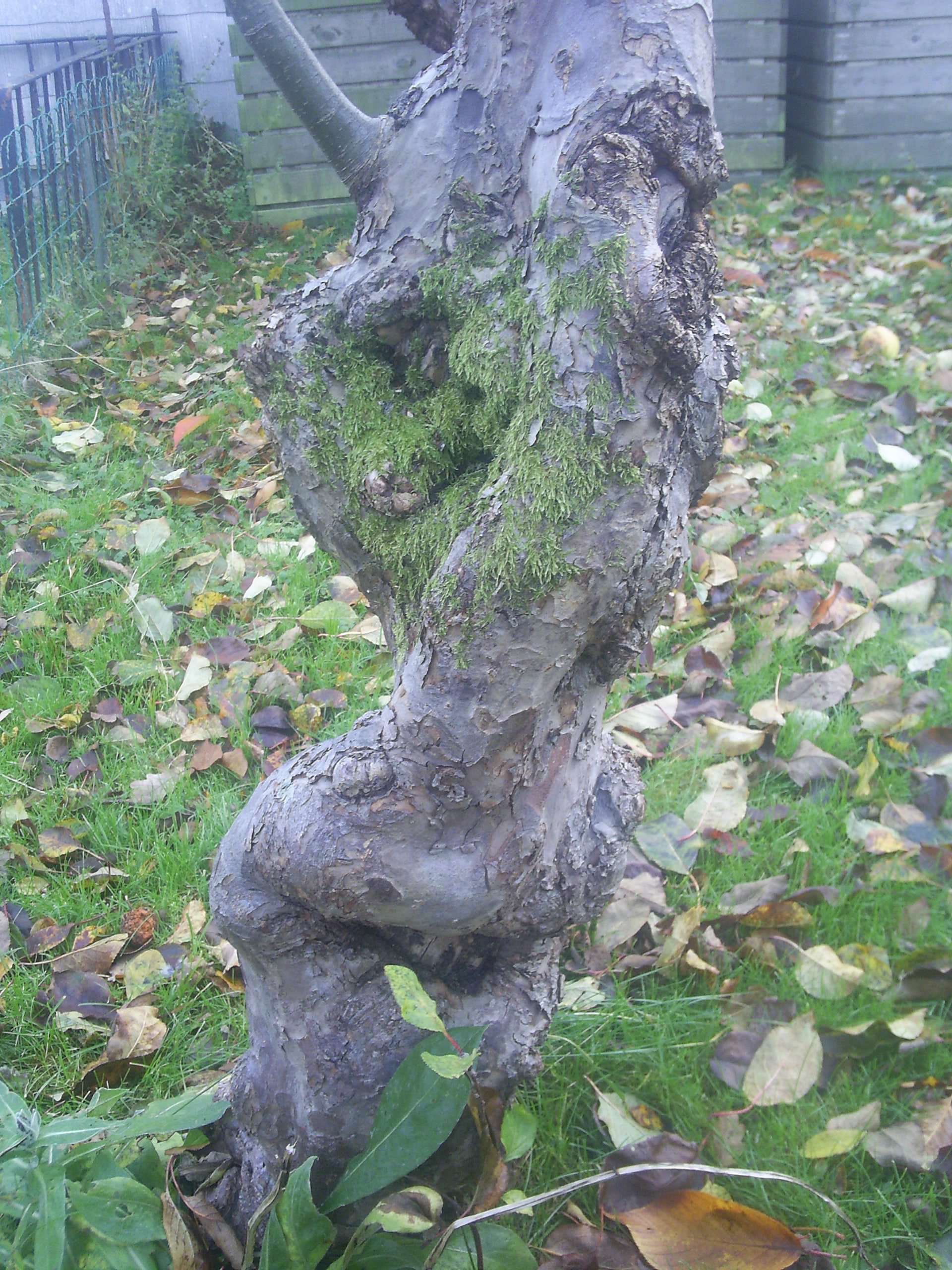
Trädkräfta på stam av äppleträd, en sjukdom som sällan drabbar Antonovka.

Antonovka är en äppelsort som förmodligen har sitt ursprung i Ukraina och som kom till Sverige 1865. Antonovka har funnits i odling under minst 200 år, och dess blomning är ganska sen. Antonovka är ett populärt höstäpple och ett utmärkt hushållsäpple som innehåller mycket geléämnen. Det passar exempelvis till marmelad och mos, men även till cider och saft.
Antonovka är dessutom en utmärkt pollenlämnare.  Apeln pollineras av bland annat Cox Pomona, Ecklinville, Golden Noble, Gyllenkroks Astrakan, Melba, Melon, Silva, Stenbock, Transparente Blanche, Transparente de Croncels och Wealthy.
Pomologen Diel gav detta äpple namnet "Possarts Moskauer Nalivia". Trädet har ojämn bördighet. Odlat på kärnstam, kan det förväntas ge en total äppleskörd på 1000 kg under 35 år.
Värt att nämna är även att Ivan Bunin har skrivit ett slags ode till detta äpple, Antonovka Apples (1900). Frukten blåser dock lätt av träden strax före mognad. C-vitamin 11 mg/100 gram.
Fröna används av vissa plantskolor för att skapa grundstamar och det ger då ett stort träd med stark härdighet och lång livslängd. Sorten är känd för att klara långa och kalla vintrar, därav intresset från växtförädlare och plantskolor.
I Sverige odlas Antonovka gynnsammast i zon II–VI. I Finland odlas äpplet gynnsammast i Zon V.

## Trädet
Trädet växer långsamt, men en fördel är att trädet har små krav på växtplats. Sorten drabbas sällan av trädkräfta eller annan svampsjukdom.